# Křivka velká
Křivka velká (Loxia pytyopsittacus) je středně velký pěvec z čeledi pěnkavovitých. Od příbuzné křivky obecné se liší především poměrně větší hlavou a mohutným zobákem s esovitě prohnutým okrajem dolní čelisti (podobá se zobáku papoušků). Hnízdí na severu a východě Evropy v lesích s převahou borovic. Do České republiky zalétá jen zřídka.

## Popis
- Délka těla: 16 - 18 cm
- Rozpětí křídel: 27 - 31 cm
- Hmotnost: 44 - 58,2 g

Samci jsou červení nebo oranžoví a samice zelené nebo žluté ale zbarvení je proměnlivé. Je o něco větší jak ostatní druhy křivek. Hlava a zobák je rovněž větší jak u jiných druhů křivek. Zobák je silnější, překřížení čelistí není viditelné. Určení druhu vyžaduje opatrnost. Hlubší, drsnější volání je nejlepším indikátorem.

## Rozšíření
Tento pták hnízdí v borových lesích severozápadní Evropy až do západního Ruska. Malá populace žije též ve Skotsku, je odlišována od křivky obecné (L. curvirostra) a endemické křivky skotské (L. scotica). Tato křivka je převážně stálá ale migruje na jih a západ, když je nedostatek potravy.

## Biologie

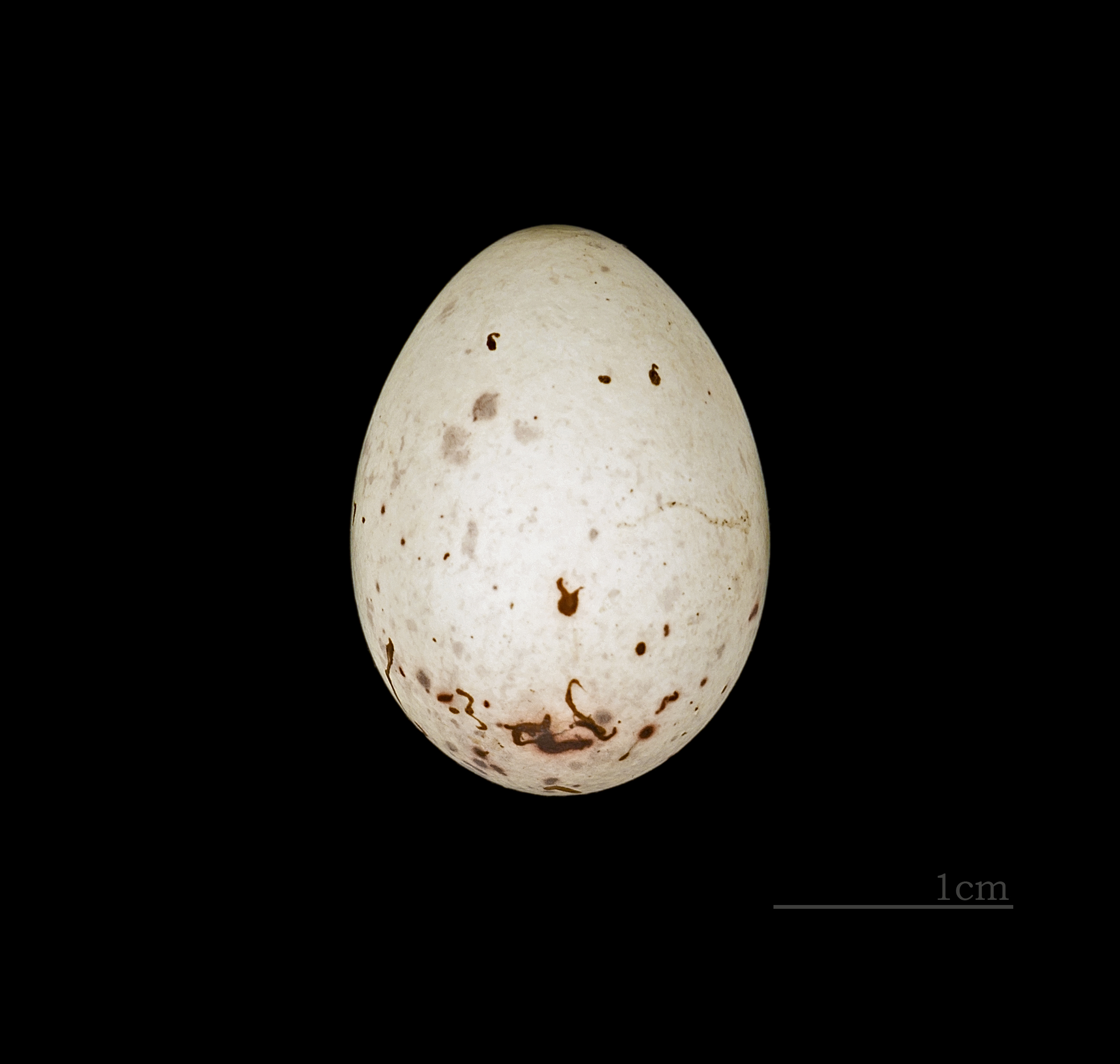
Loxia pytyopsittacus

Mimo hnízdní sezónu se sdružuje do hejn obvykle smíšených s jinými druhy křivek. 
Jsou to specialisté na šišky jehličnatých stromů a neobvyklá stavba zobáku umožňuje vytahovat ze šišek semena. Křivka velká je specialistou na šišky borovice lesní (Pinus sylvestris)